# Ханс Трьогер
Ханс Трьогер (на немски: Hans Tröger) е германски офицер, който служи по време на Първата и Втората световна война.

## Живот и кариера
Роден е на 29 август 1896 г. в Плауен.
Участва в Първата световна война, първоначално като офицерски кадет (през 1915 г.), а след 1916 г. и като лейтенант, част от инженерен батальон.
След края на войната продължава военната си кариера, най-вече в танковите формирования.
В началото на Втората световна война е вече майор и командва 3-ти моторизиран пехотен батальон.
До края на войната е произведен в чин неколкократно. Оберст на 1 юни 1941 г., генерал-майор на 1 януари 1943 г. и генерал-лейтенант на 1 април 1944 г.
Назначенията му са в танковите формирования на Вермахта. На 25 юни 1940 г. поема 64-ти моторизиран пехотен батальон, на 20 декември 1941 г. 64-ти защитен батальон (Schtz.Btl. 64), на 30 ноември 1942 г. е назначен за временен командир на 27-а танкова дивизия, поема ръководството на училище за танкови войски на 28 февруари 1943 г., на 20 ноември 1943 г. поема 25-а танкова дивизия, а последното му назначение започва на 25 май 1944 г. като командир на 13-а танкова дивизия.
Пленен е от съветските войски през септември 1944 г. и е осъден на 15 години затвор. Освободен е през 1955 г.
Умира на 21 януари 1982 г.

## Награди
През Втората световна война е награден със златен Германски кръст (на 15 ноември 1941 г.) и Рицарски кръст (на 4 май 1944 г.).